# Bariumferrat(VI)
Bariumferrat(VI) ist eine chemische Verbindung mit der Formel BaFeO4. Sie enthält Eisen in seiner höchstwertigen derzeit bekannten Oxidationsstufe +6. Bariumferrat ist isomorph mit Bariumsulfat (BaSO4) und enthält das Ferrat-Ion FeO42−, in dem das Eisen tetraedrisch von vier Sauerstoffatomen umgeben ist.

## Geschichte
Bariumferrat wurde erstmals 1843 von Heinrich Rose hergestellt und untersucht, weitere Forschungen wurden 1871 von J. de Mollins und L. Moeser 1897 durchgeführt.

## Darstellung

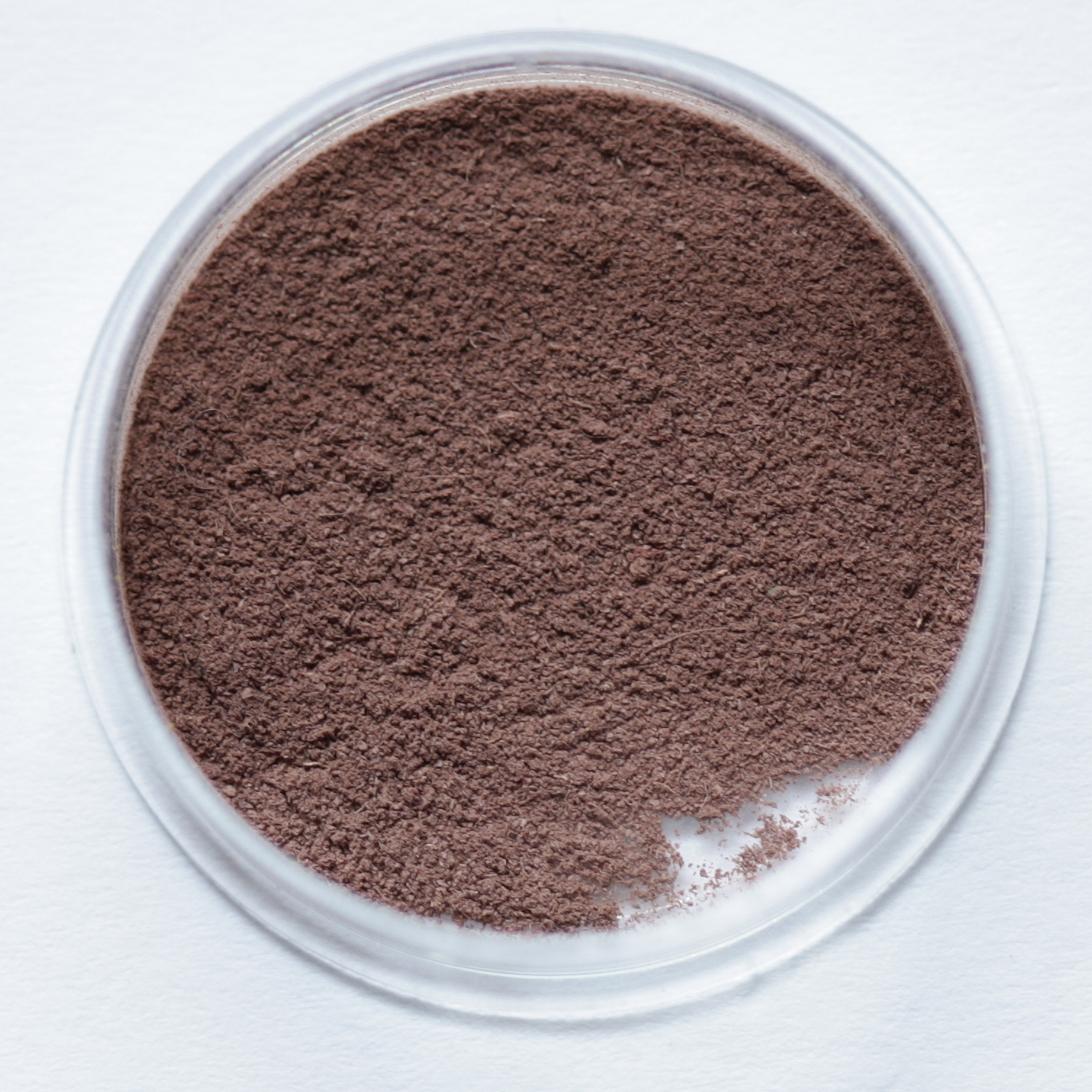
Bariumferrat

Ferrate werden allgemein durch Oxidation einer Eisenverbindung oder elementaren Eisens mittels eines starken Oxidationsmittels erhalten. So kann durch Glühen von Eisen mit Kaliumnitrat Kaliumferrat erhalten werden, das nach dem Abkühlen durch Auslaugen in Eiswasser gelöst werden kann. Die Reaktion verläuft nicht quantitativ, es werden dabei auch Eisenoxide gebildet, die sich als unlöslicher Rückstand am Boden des Gefäßes absetzen. Aus dem Filtrat dieser Lösung muss das Ferrat sofort mit Bariumchlorid als Bariumferrat gefällt werden, da es sich sonst rasch zersetzt. Der Niederschlag wird zuerst mit Wasser, dann mit aldehydfreiem Ethanol gewaschen und anschließend im Vakuumexsikkator getrocknet.
{\displaystyle \mathrm {Fe+2\ KNO_{3}\longrightarrow K_{2}FeO_{4}+N_{2}+O_{2}} }
Darstellung von Kaliumferrat aus Eisen und Kaliumnitrat durch Glühen
{\displaystyle \mathrm {K_{2}FeO_{4}+Ba(NO_{3})_{2}\longrightarrow BaFeO_{4}\downarrow +2\ KNO_{3}} }
Fällen von Bariumferrat mittels Bariumnitrat

## Eigenschaften
Bariumferrat tritt als Monohydrat BaFeO4·H2O auf.
Bariumferrat ist wie alle Ferrate ein starkes Oxidationsmittel, das beispielsweise die Permanganate in ihrer Oxidationskraft übertrifft (Normalpotential für Fe3+/FeO42− bei pH 0: 2,2 V; bei pH 14: 0,55 V). Im sauren Bereich reagiert das Ferrat-Ion sofort mit Wasser unter Abscheidung von Eisen(III)-oxid und Sauerstoff.